# Transistor PNP
El transistor PNP és un dels dos tipus de transistors bipolars.
La distribució de les capes de semiconductor és la següent: 
L'emissor és un cristall tipus P, la base és un cristall tipus N i el col·lector és un cristall tipus P.
En el símbol, la fletxa indica el sentit en què circula el corrent quan està en funcionament actiu.
Pocs transistors usats avui dia són PNP, ja que el transistor NPN no actua d'una manera tan complexa com ho fa el PNP i l'electró té més mobilitat.